# ブライアン・ノートン (哲学者)
ブライアン・G・ノートン（英: Bryan G. Norton、1944年 - ）はアメリカの哲学者、環境倫理学者、ジョージア工科大学公共政策研究科名誉教授。

## 人物
- 環境プラグマティズムを代表する人物の一人である。
- 大著『持続可能性』（2005年）を公表したことで知られている。
- 世代間の公平性、持続可能性論、生物多様性政策についての著作がある。
- 生態系評価フォーラム（Ecosystem Valuation Forum）やリスク評価フォーラム（Risk Assessment Forum）をはじめとして数多くの委員会で委員を務めている。
- 理論が実際に有効かどうか、つまり現実的に使えるのかという観点から、具体的な環境政策において、環境プラグマティズムの理論として「収束仮説」を提唱している。

## 共著
- アンドリュー・ライト＋エリック・カッツ 編『哲学は環境問題に使えるのか : 環境プラグマティズムの挑戦』岡本裕一朗＋田中朋弘 監訳、慶應義塾大学出版会、2019年。